# 保罗·瓜伊
保罗·瓜伊（英語：Paul Guay，1963年9月2日—），美国男子冰球运动员，场上位置是前锋。他曾代表美国国家队参加1984年冬季奥林匹克运动会冰球比赛，获得第七名。